# Krunkelbachhütte

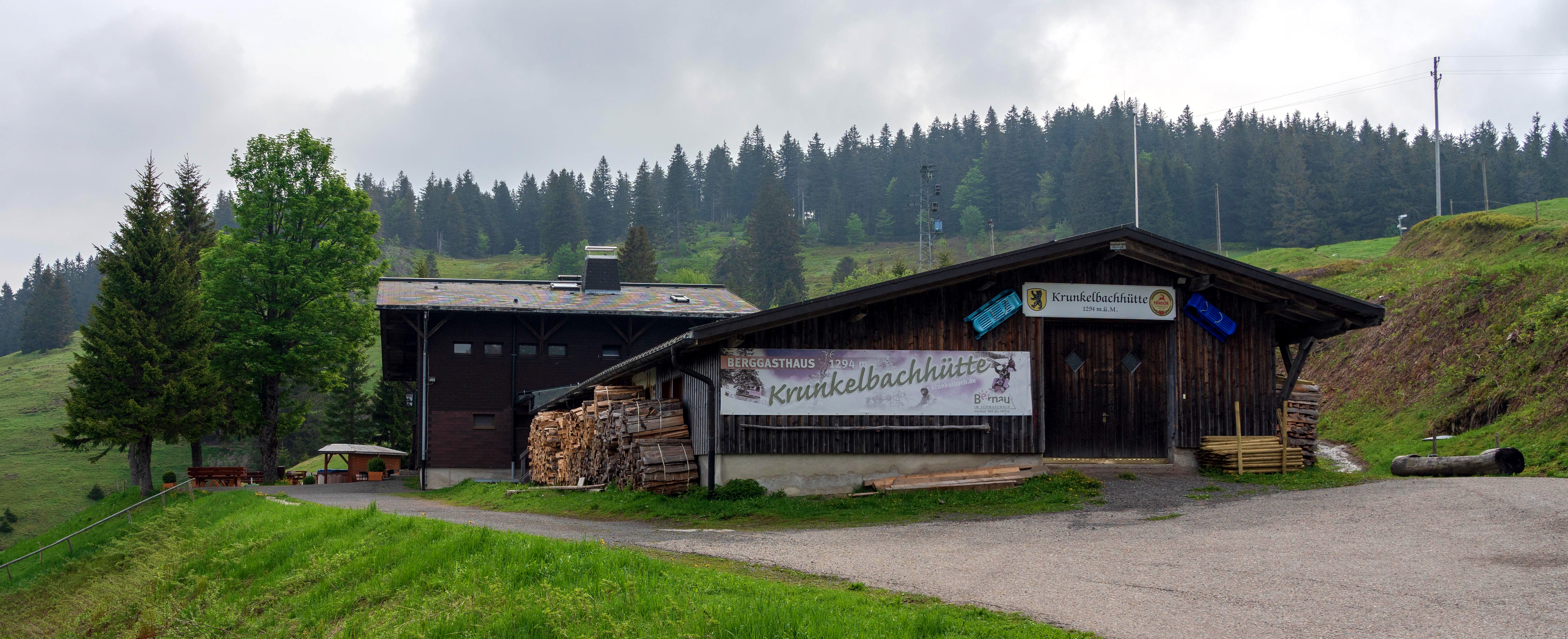
Krunkelbachhütte

Der Berggasthof Krunkelbachhütte liegt auf 1294 m zwischen dem Herzogenhorn und dem Spießhorn im Südschwarzwald auf der Gemarkung der Gemeinde Bernau im Schwarzwald. Damit ist sie einer der höchstgelegenen Berggasthöfe in Baden-Württemberg.

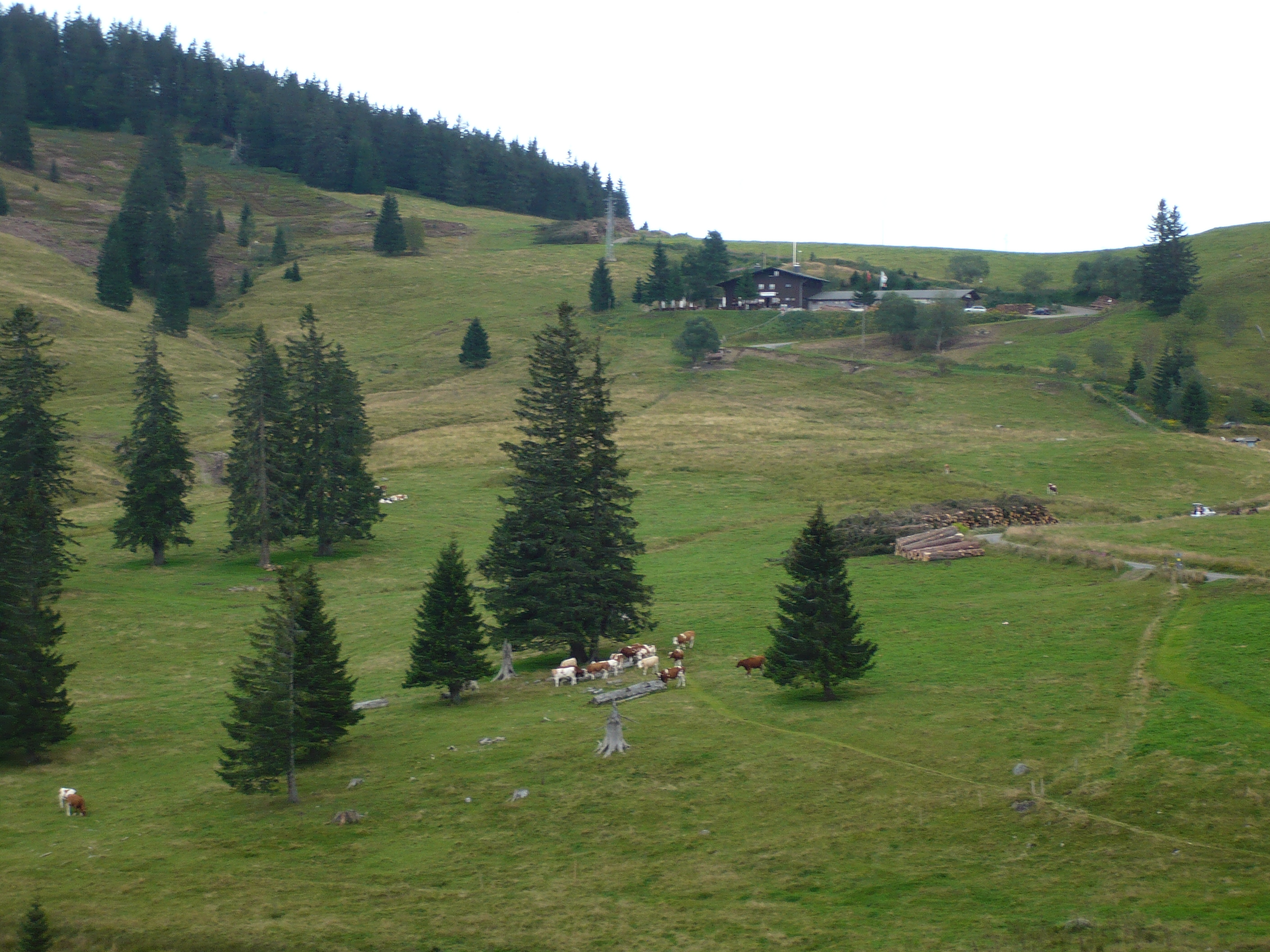
Blick vom Herzogenhorn nach Süden, auf die Krunkelbachhütte, im Vordergrund das Quellgebiet des Krunkelbachs

## Name
Der Name der Hütte leitet sich vom Krunkelbach ab, der nördlich der Hütte in einer Wiesensenke entspringt und am östlichen Abhang hinunter zur Menzenschwander Alb fließt.

## Geschichte
Bereits 1931 wurde an dieser Stelle von der Ortsgemeinde Bernau-Dorf eine Viehhütte mit Herderhaus und einer Gastwirtschaft errichtet. Als 1934 die bis dahin selbständigen fünf Ortsgemeinden von Bernau – Hof, Dorf, Innerlehen, Riggenbach und Außental – zusammengelegt wurden, übernahm das Staatliche Liegenschaftsamt die Krunkelbachhütte zur Tilgung der Schuldenlast der Gemeinde. Am 30. April 1945 brannte die Hütte ab, nachdem sie französische Soldaten in Brand gesteckt hätten, da sich in der Hütte deutsche Soldaten aufgehalten hätten. Die heutige Hütte wurde 1953 erbaut. 1968 – auf Betreiben des damaligen Bürgermeisters Albert Schmidt hin – wurde die Hütte pachtfrei der Gemeinde Bernau überlassen, allerdings mit der Auflage, für alle Instandhaltungsaufgaben aufzukommen.
Bereits damals erhielt sie einen Telefonanschluss, weswegen das Forstamt St. Blasien 1968 einen Waldweg zur Hütte baute, der Anfang der 1970er Jahre asphaltiert wurde. 1956 wurde der erste elektrische Weidezaun montiert.
1969 erfolgte die Elektrifizierung, 1971 wurde die Wasserversorgung verbessert. Seit 1993 wird die Hütte von der Familie Jünger als Familienbetrieb geführt.

## Wetterstation
Am 11. Juli 2002 weihte der Meteorologe Jörg Kachelmann an der Krunkelbachhütte seine 417. Wetterstation ein. Seit Oktober 2001 versendet die von H-Strom gesponserte Messstation ihre Daten über Funk. Gemessen werden dort Temperatur, Windrichtung, Windgeschwindigkeit, Luftfeuchtigkeit, Sonnenscheindauer und Niederschlagsmenge. Im Internet sind diese Daten sowie Wetterprognosen bei Meteomedia abrufbar. Messdaten von der Krunkelbachhütte erscheinen auch im Wetterbericht der öffentlich-rechtlichen Sender wie ARD oder dem Regionalsender Südwestrundfunk.

## Tourismus

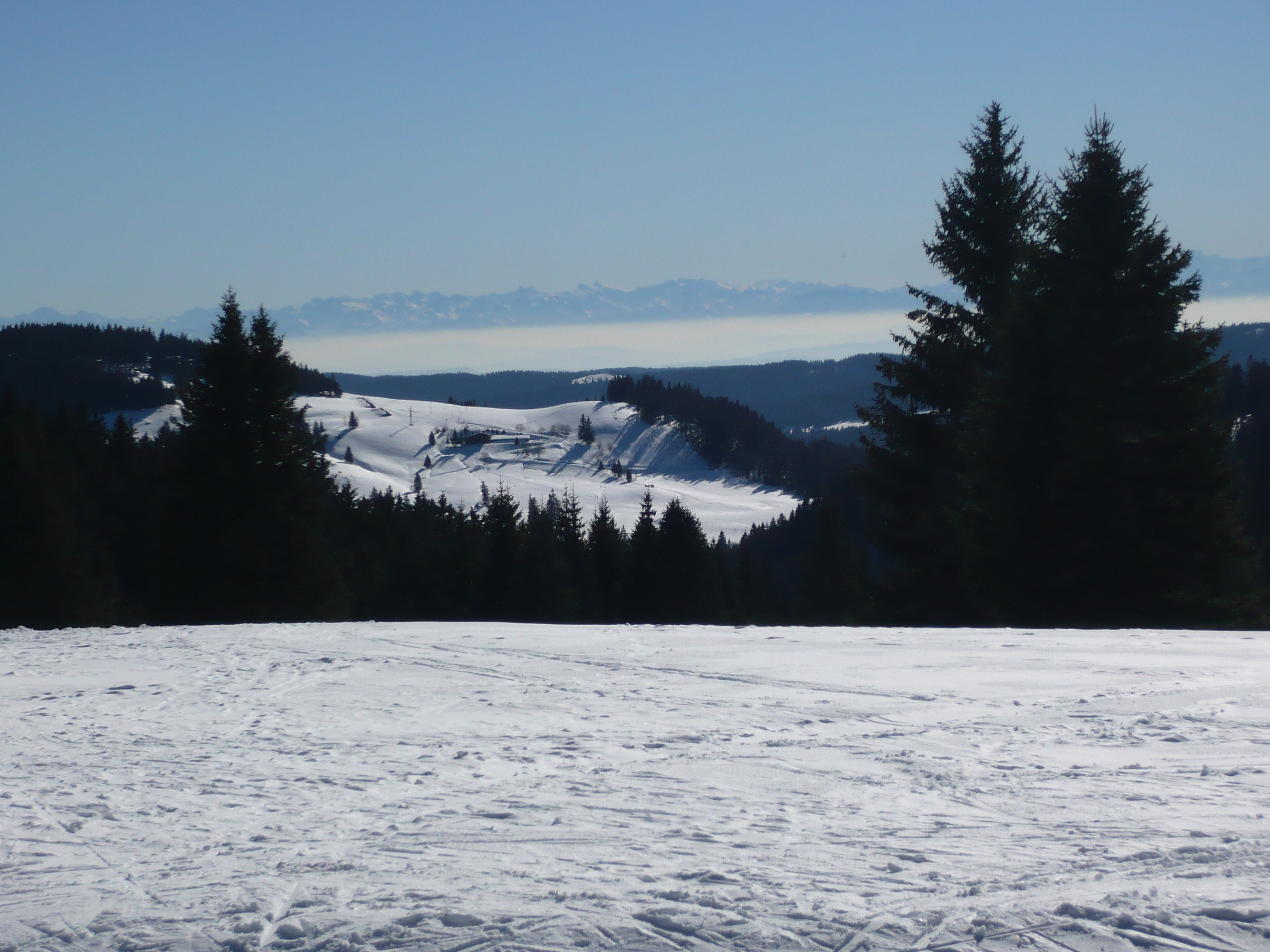
Blick von der Herzogenhorn-Loipe Richtung Krunkelbachhütte, im Hintergrund die Alpenkette

Im Sommer ist die Krunkelbachhütte Ziel zahlreicher Wanderungen von Bernau, Menzenschwand und vom Feldbergpass her. Außerdem dient sie als Stützpunkt für die Besteigung der Spießhörner und des Herzogenhorns.
Im Winter wird bei ausreichender Schneelage eine etwa 3,5 Kilometer lange Rodelbahn von der Krunkelbachhütte nach Bernau angelegt.

## Zugang
Zur Krunkelbachhütte führen zahlreiche Wanderwege, beispielsweise von Bernau-Dorf (916 m) auf dem Hans-Thoma-Weg über den Scheibenfelsen (1052 m), von Bernau-Hof auf direkterem Wege, vom Herzogenhorn kommend auf dem Naturlehrpfad durch die Senke oder von Menzenschwand über das Spießhorn. Außerdem gibt es eine Pkw-Zufahrt ab Bernau-Dorf (4,2 km lang), die jedoch für den Autoverkehr nicht immer geöffnet ist. Der Parkplatz befindet sich unterhalb der Hütte. Im Winter bieten die Hüttenwirte ein Pistenbully-Taxi über die verschneite Fahrstraße an.